# Пацьковичі
Пацько́вичі — село в Україні, у Самбірському районі Львівської області. Населення становить 159 осіб. Орган місцевого самоврядування — Добромильська міська рада .

## Історія
У грамоті короля Казимира ІІІ від 25 липня 1361 року згадується село Пацьковичі.
У селі є дерев'яна церква, побудована 1728 р. У 1928 р. в Пацьковичах проживало 339 осіб, серед яких було 50 римо-католиків, 8 євреїв, а також 76 школярів.
З 1930 до осені 1947 року в селі на річці Вирві діяла мала гідроелектростанція. Вона працювала за принципом водяного млина, у якому водяне колесо обертало не жорновий камінь, а вісь електрогенератора. Електроенергії вистарчало для часткового освітлення Пацькович, сусіднього містечка Нижанкович і фільварку в селі Мальговичі (тепер на території Польщі).

Мала гідроелектростанція в Пацьковичах (1930—1947 рр.)

## Визначні люди
- Тарас Зарицький .  Народився 23 січня 1993 року у селі Пацьковичі. Навчався у Нижанковицькій школі, згодом у Нижанковицькому  училищі. У 2014 році добровольцем пішов до війська. Вважав своїм обов’язком захищати Україну. Воював у складі Львівської 80-ї ОДШБ у районі міста Щастя. У час повномасштабного вторгнення також одразу, не чекаючи повістки, пішов до війська. Разом з 80-кою воював у Сєвєродонецьку, Лисичанську. Загинув 15 грудня 2022 року на Луганщині, Невське. 
1. ↑  17. Казимир, король польський, підтверджує своєму слузі Ходку Бибельському право на володіння селом Бибел